# Игрежинья (Аррайолуш)
Игрежи́нья (порт. Igrejinha) — фрегезия (район) в муниципалитете Аррайолуш округа Эвора в Португалии. Территория — 84,63 км². Население — 769 жителей. Плотность населения — 9,1 чел/км².